# Christinehofs slot
Christinehofs slot er et svensk slot i Andrarum sogn i Tomelilla kommune i Skåne. Det er tegnet af Georg Mockelten og opført i 1737-1740 i tysk barokstil. Det er nu en del af Christinehofs Ekopark. Nu til dags findes der en slotscafé, og i sommerperioden arrangeres der guidede ture i slottet og det nærtliggende Borstakärr vådområde samt Andrerums alunværk. Den oprindelige barokpark er nu en del af vildthegnet omkring slottet. Om sommeren afholdes der koncerter i parken, og selve slottet benyttes til udstillinger samt seminarer, konferencer og lignende.

## Historie
Christinehofs slot har rødder tilbage til højmiddelalderen. I det 14. århundrede er der beskrevet en gård ved navn Sjöstrup, som har ligget på slottets nuværende placering. Denne gård blev kaldt Syöthorp i unionstiden. Traditionen tilsiger, at bygningen i det 14. århundrede var ejet af en mand fra en tysk adelsslægt, Snakenborg. Efter stridigheder med egnens bønder i 1387 blev gården opført i stedet for Sjöstrup og Kolstrup og blev nu omtalt som godset Andrerum.
I 1725 købte Christina Piper Andrerums alunværk. Efter nogle år lod hun i passende afstand fra værket Christinehofs slot opføre; slottet gik mens hun levede under navnet Andrerum. Det slot, hun lod opføre, har tre etager, mansardtag og fremskudte fløje på hver side hovedindgangen. Efter Pipers død kom slottet til at indgå i Högestads fideikommis og var i slægten Pipers eje.

## Eksterne kilder og henvisninger
- Officiel hjemmeside Arkiveret 4. marts 2016 hos  Wayback Machine
- Högestad & Christinehof Arkiveret 3. marts 2016 hos  Wayback Machine
- Nordisk familjebok. 1905. s. 1433. Hentet 2016-03-07.

55°43′04″N 13°57′39″Ø / 55.7179°N 13.9607°Ø